# Владимирово (Багратіоновський район)
Владимирово (рос. Владимирово, до 1946 року — Тарау, нім. Tharau) — селище Багратіоновського району, Калінінградської області Росії. Входить до складу Нівенського сільського поселення.
Населення — 666 осіб (2015 рік).

## Географія
Селище розташоване за 21 км від районного центру — міста Багратіоновська, 17 км від обласного центру — міста Калінінграда та 1090 км від Москви.

## Історія
Селище засноване 1315 року.
Мало назву Тарау та Ернстоф до 1946 року.

## Населення
За даними перепису 2010 року, у селі мешкало 666 осіб, з них 322 (48,3 %) чоловіків та 344 (51,7 %) жінок. Згідно з переписом 2002 року, у селі мешкало 826 осіб, з них 378 чоловіків та 448 жінок.

## Пам'ятки
У селищі збереглися:
- Кірха святої Катарини в Тарау.